# Нилсон Лојола
Нилсон Лојола (шп. Nilson Evair Loyola Morales; 26. октобар 1994) је перуански професионални фудбалер и репрезентативац.

## Каријера
Лојола је рођен у Лими и започео је фудблску каријеру у Спортинг Кристалу, придружио се млађим категоријама 2004. године. Напустио је клуб 2013, пошто је променио позицију на терену.
Прелази у ФБЦ Мелгар у јануару 2014. године. Дебитовао је за први тим 22. фебруара 2014. године. Лојола је након тога играо у резервама Мелгара и повремено је добијао шансу да игра за први тим.
Од 2016. године под вођством тренера Хуана Реиноса, постао је стандардни првотимац. Свој први гол за клуб постигао је 18. маја 2016. на мечу против Спортинг Кристала.

## Репрезентација
За перуанску репрезентацију је дебитовао 2016. године. Године 2018. био је део репрезентације која је наступала на Светском првенству у Русији. До јула 2018. одиграо је четири меча за репрезентацију.

## Статистика каријере

### Репрезентативна
Статистика до 12. јула 2018.
| Тим    | Год.   | Наступи | Голови |
| ------ | ------ | ------- | ------ |
| Перу   | 2016   | 2       | 0      |
| Перу   | 2017   | 1       | 0      |
| Перу   | 2018   | 1       | 0      |
| Укупно | Укупно | 4       | 0      |